# Rhabdoherpia ventromusculata
Rhabdoherpia ventromusculata is een Solenogastressoort, de plaats in een familie is nog onzeker. De wetenschappelijke naam van de soort is voor het eerst geldig gepubliceerd in 1978 door Salvini-Plawen.